# کیتا گوتو (وزیر)
کیتا گوتو (انگلیسی: Keita Gotō؛ ۱۸ آوریل ۱۸۸۲ – ۱۴ اوت ۱۹۵۹) کارآفرین و اهالی کسب‌وکار اهل ژاپن بود، که در سال ۱۹۱۰ گروه توکیو را تأسیس کرد.